# 임동혁 (피아노 연주자)
임동혁(1984년 7월 25일 ~ )은 대한민국의 피아니스트이다. 그는 최근 뉴욕의 줄리아드 학교에서 엠마누엘 엑스를 사사하고 있으며 삼성 문화 장학금, Ezoe 장학금을 받았다.

## 유년기
임동혁은 7살의 나이에 형 임동민(형 또한 저명한 피아니스트다)의 뒤를 따라 피아노를 처음 배우기 시작했다. 그는 한국 데일리 신문 콩쿨에서 그랑프리를 수상했고, 9살의 나이에 한국 어린이 협회에 의해 최고의 어린이 피아니스트로 뽑혔다. 1994년, 그는 모스크바 음악학교에서 수학하기 위해 모스크바로 이주했다. 1998년에 졸업을 했으며, 모스크바 음악원 역사상 가장 어린 학생으로 입학하여 그 곳에서 레프 나우모프의 밑에서 공부하였다. 11살때 그는 모스크바 총대주교 알렉세이 2세가 참관한 가운데 독주회를 가졌고, 러시아 전 대통령 보리스 옐친의 앞에서도 공연을 했다.

## 수상경력
임동혁은 다양한 대회에서 최고의 상들을 받았다. 1996년 9월, 그는 모스크바에서 열린 국제 청소년 쇼팽 콩쿨에서 그 해의 가장 어린 참가자로서 2등 수상을 하면서 세간의 집중을 받았다. (그의 형 임동민은 1등을 거머쥐었다.) 2000년도에 임동혁은 이탈리에서 열린 부조니 국제 콩쿠르에서 5등상을 탔다. 그는 같은 해에 일본에서 열린 하마마츠 국제 피아노 콩쿠르에서도 2위 수상을 했다. 2001년 12월, 그는 프랑스에서 열린 롱-티보 콩쿨에서 1위 수상 등 5개 상을 수상하였다. 2003년에 브뤼셀에서 열린 퀸 엘리자베스 콩쿠르에 참가하여 3위로 지명되었으나, 그는 심사위원들의 심사에 만족하지 않아서 수상을 거부하기로 결심했다. 이 사건은 이 대회가 시작된 1983년 이래로 최초의 수상거부가 되었다. 2005년 10월, 그는 바르샤바에서 열린 제 15회 쇼팽 콩쿠르에 참여했다. 그리고 한국 역사상 처음으로 형 임동민과 함께 공동 3위 수상을 했다. 그는 2007년 5월에 모스크바에서 열린 제 13회 차이콥스키 콩쿠르에 참여해 공동4위를 수상했다.

## 공연 및 음반경력
예술의 전당, 모스크바 음악원의 크고 작은 공연장, 파리의 Salle Pleyel과 Salle Cortot, 바르샤바의 와지엔키 성, 베를린의 콘체르토하우스, 마르타 아르헤리치와 함께한 일본 벳부의 필하모닉 홀 등에서 열린 임동혁의 공연들은 수많은 찬사를 끌어냈다. 그는 또한 스위스의 베르비에, 독일의 클라비에 루르 축제, 폴란드에서의 제57회 국제 쇼팽축제, 프랑스 몽펠리에 라디오, 프랑스의 Piano aux Jacobins Festivals, 루가노의 마르타 아르헤리치 축제를 포함한 여러 유명축제에서도 연주를 했다. 그는 또한 샤를르 뒤트와 지휘의 NHK오케스트라, 유리 테미르카노프가 이끄는 상트 페테르부르크 필하모닉 오케스트라, 쿠르트 마주어의 프랑스 국립 오케스트라, 로런스 포스터와 정명훈의 지휘로 라디오 프랑스 필하모닉 오케스트라, 알렉산더 드미트리브 지휘의 벨기에 국립 오케스트라, 뉴 재팬 필하모닉, 이스라엘 투어를 함께한 이스라엘 필하모닉 오케스트라와 같은 저명한 오케스트라들과 협연하였다. 2001년 5월, 임동혁은 EMI 클래식과 레코딩 계약을 한 가장 어린 피아니스트가 되었고, 데뷔음반인 'Chopin, Schubert, and Ravel under the "Martha Argerich Presents"'으로 2002년 6월에 황금 디아파종 상을 수상하였다. 2004년에 출시된 그의 두 번째 음반 '쇼팽 리사이틀'로 프랑스의 쇼크상을 수상하게 된다. 바흐의 골드베르크 협주곡, 바흐-부조니 샤콘느를 포함한 3번째 음반은 2008년 6월에 출시되었다.